# Morven (Karolina Północna)
Morven – miasto w Stanach Zjednoczonych, w stanie Karolina Północna, w hrabstwie Anson.